# Luis Santos Silva
Luis Santos Silva (? –) válogatott paraguayi labdarúgó, középpályás.

## Pályafutása
A Cerro Porteño labdarúgója volt.
1955-ben egy alkalommal szerepelt a paraguayi válogatottban. Részt vett az 1958-as svédországi világbajnokságon.